# Люперсольский, Пётр Иванович
Пётр Иванович Люперсольский (1836—1903) — российский историк-антиковед; заслуженный профессор; действительный статский советник.

## Биография
Родился 14 (26) июня 1836 года в селе Можга Елабужского уезда Вятской губернии, в семье священника.
В 1859 году окончил Санкт-Петербургскую духовную академию и был назначен преподавателем греческого языка и истории в Петербургской духовной семинарии. В 1862 году ему было поручено проверить по греческому экземпляру правильность рукописного перевода «Толкование Феофилакта Болгарского на Евангелие от Луки».
В 1865 году вышел из духовного сословия и был зачислен стипендиатом министерства народного образования для подготовки на профессорскую кафедру по всемирной истории; преимущественно занимался у профессора М. С. Куторги. С 1865 по 1868 годы был внештатным преподавателем истории в Ларинской гимназии.
В 1869 году защитил магистерскую диссертацию: «Храмовый город Дельфы с оракулом Аполлона Пифийского в древней Греции» (СПб.: тип. В. Безобразова и К°, 1869. — [2], XVI, 162 с. 1 л. план.) и был удостоен Санкт-Петербургским университетом степени магистра всеобщей истории. В течение двух лет проходил стажировку, слушал лекции в Берлинском университете — у Эрнста Курциуса, Теодора Моммзена, Леопольда фон Ранке, Р. Г. Кирхгофа, Гаупта. Изучал произведения искусства и античные памятники в Венеции, Дрездене, Милане, Мюнхене, Флоренции. Знакомился с античными памятниками, картинными галереями, рукописями; под руководством профессора Генцена занимался изучением эпиграфических памятников, топографии, античных и средневековых памятников Рима. Посетил также Грецию и Турцию.
После возвращения в Россию в 1872 году был назначен экстраординарным профессором всемирной истории в Варшавском университете; в 1875 году был приглашён в Нежинский историко-филологический институт князя Безбородко, где занял должность ординарного профессора кафедры всеобщей истории.
В 1897 году по прошению был уволен со службы со званием заслуженного профессора.
Профессор М. Н. Бережков, исследуя вклад Люмперсольського в исследование исторических проблем античности, отмечал, что «профессор, имея богословское и церковно-историческое образование и соблюдая точки зрения вселенского православия, открыл новые перспективы для историографии мира греко-славянского».
Кроме диссертации были опубликованы его две речи: «Очерк государственной деятельности и частной жизни Перикла» (Киев : тип. В. И. Давиденко, 1877. — 75 с.) и «Дипломатические сношения и борьба императора Александра I с Наполеоном» (Киев : тип. М. П. Фрица, 1878. — [2], 57 с.); а также «Конспект лекций по истории Греции» (Нежин : типо-лит. Е. Ф. Венгера, ценз. 1895. — [2], 139 с.), читавшихся в Нежинском историко-филологическом институте в 1895/1896 акад. году.
Умер в Санкт-Петербурге 27 мая (9 июня) 1903 года. Похоронен на Смоленском православном кладбище.